# Magyarláposi református templom

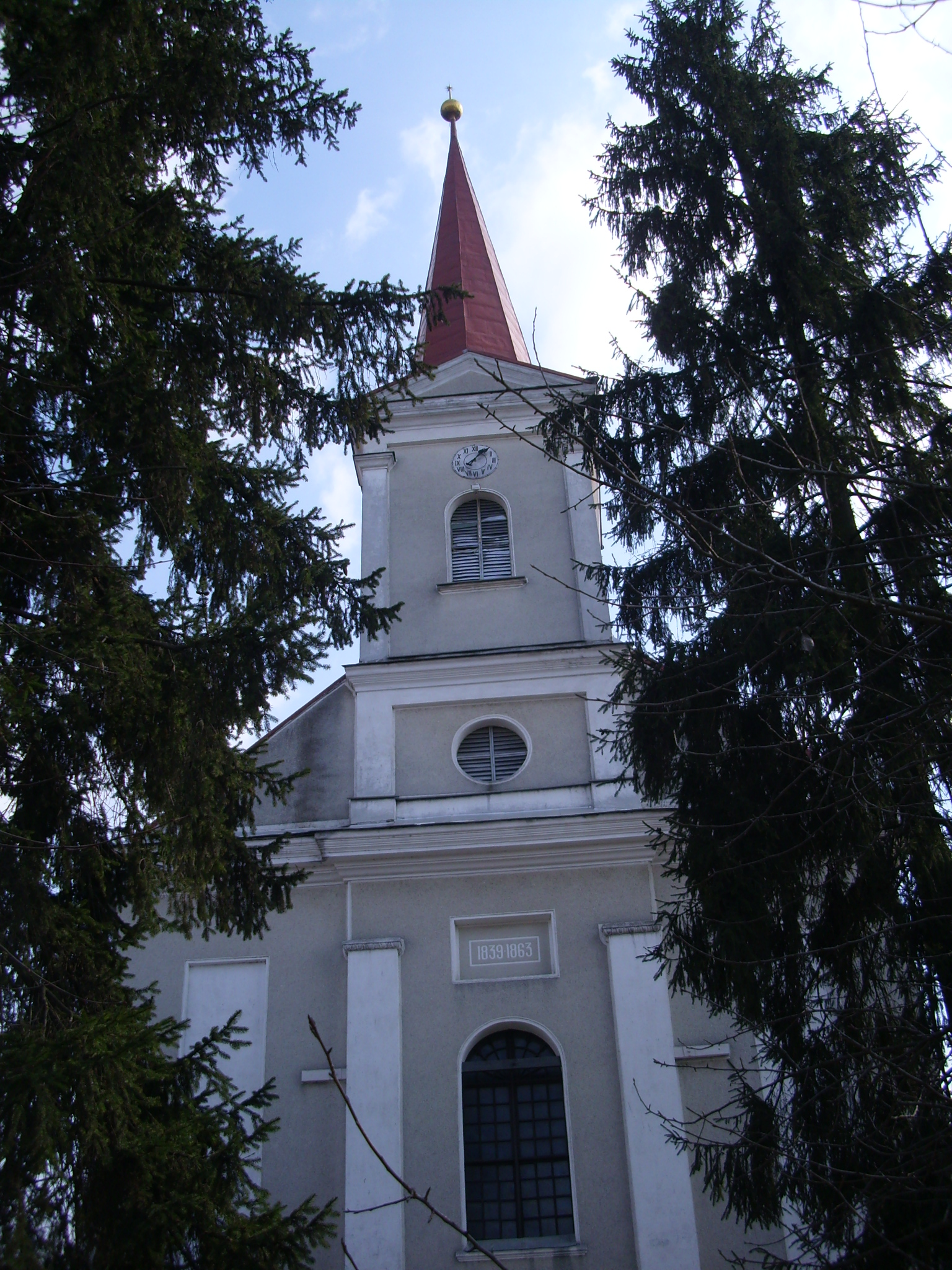

Magyarlápos református temploma a város főutcáján, a katolikus templommal szemben áll.

## Története
A középkori, csúcsíves templom a város keleti szélén állott. A reformációkor a többségi unitáriusok kapták meg, de 1622 után a reformátusok birtokába került. Állapota a 18. századra leromlott, ezért a reformátusok 1780-ban engedélyt kértek egy új templom építésére, de végül csak 1838–60 között építették fel.